# کنافه
کنافه (به عربی: كنافة)، یک دسر سنتی خاورمیانه‌ای است که اکثراً در قسمت‌های سابق امپراتوری عثمانی مثل ترکیه یا مصر تهیه و مصرف می‌شود. این دسر از خمیر رشته مانند نازک یا خمیر سمولینای بسیارنازک خیسانده شده در شربت شیرین با پایه شکر و لایه‌های پنیر یا سایر مواد اولیه مانند خامه لخته یا آجیل، بسته به منطقه، تهیه می‌شود. این دسر در جهان عرب، به ویژه در شام و مصر و مخصوصاً بین فلسطینی‌ها  بسیار محبوب است. علاوه بر این، انواع دیگری از این دسر در ترکیه، یونان، بالکان و همچنین قفقاز تهیه می‌شود.
در عربی، منظور از کنافه ممکن است یا خود خمیر رشته‌ای یا دسر کلی باشد. در ترکی، خمیر رشته‌ای به تل کادایف (tel kadayif) معروف است و دسر پنیری که از تل کادایف تهیه می‌شود، به عنوان کنافه (künefe) شناخته می‌شود. در بالکان، خمیر رشته شده به‌طور مشابه به عنوان کادایف (kadaif) شناخته می‌شود و در یونان به نام کاتایفی (kataifi) پایه و اساس غذاهای مختلفی به‌صورت پیچیده شده یا لایه لایه شده مانند دسر با آجیل و شربت شیرین معروف است.
کنافه، شیرینی محبوب خاورمیانه‌ای است و در غزه نوعی خاص و مرغوب از آن را درست می‌کنند. معروف‌ترین نوع این شیرینی که در شربت شکر خیسانده می‌شود، کنافه نابلسی (نابلس، شهری در کرانه غربی رود اردن) است. کنافه نابلسی، مبدأ آن شهر نابلس فلسطین بوده و شاخص‌ترین و نمادین‌ترین دسر فلسطینی می‌باشد. در تهیه کنافه نابلسی از نوعی پنیر سفید نمکی به نام پنیر نابلسی استفاده می‌شود. این دسر در یک دیس گرد بزرگ آماده شده، با رنگ خوراکی نارنجی رنگی می‌شود و گاهی آن را با پودر پسته تزیین می‌کنند. در این نوع از کنافه یک لایه پنیر - که استفاده از آن در دسرهای فلسطینی معمول است- بین لایه‌های سمولینا (نوعی آرد سبوس‌دار) یا رشته خردشده قرار داده می‌شود. کنافه عربی یا غزه‌ای به شکل پیچ درست می‌شود و در آن به جای پنیر از مخلوطی از آجیل، جوز هندی و دارچین استفاده می‌کنند.

## ریشه‌شناسی لغت کنافه
لغت عربی کونافة (kunafah) از کلمه مصری قبطی kenephiten، نوعی نان یا کیک، ریشه می‌گیرد که شواهد اولیه آن در داستان‌های مصری هزار و یک شب یافت شده است. دیدگاه دیگر این است که این لغت از ریشه ای سمتیک به معنای کناره یا بال، از عربی کنافه (kanafa)، به معنی پهلو یا محصور گرفته شده است. به گفته ریشه‌شناس معروف سون نیسانیان، کلمه ترکی تل کادایف (tel kadayifi) (پنکیک یا کرپ رشته‌ای) به نوعی خمیر شیرینی شبیه به ورمیشل که در کنافه (kanafeh) و سایر غذاها استفاده می‌شود، بر این اساس کلمه عربی قطایف (qatayif) (نوعی پنکیک و کرپ) گفته می‌شود که در اواخر سال ۱۵۰۱ در فرهنگ لغت ترکی-فارسی ظاهر شده است.

## تاریخچه کنافه
یک داستان مشترک این است که این وعده غذایی برای برطرف کردن گرسنگی خلیفه‌ها در طول ماه رمضان به توصیه پزشکان ساخته شده است. روایت‌های مختلفی از سلسله فاطمیان مصر یا خلافت بنی امیه در سوریه وجود دارد. همچنین در برخی متون تاریخی اوایل قرن دهم گزارش شده است که تاریخچه این داستان از سلسه فاطمیان مصر است. هرچند که نوع ذکر شده در متون تاریخی لزوماً با نسخه‌های مدرن کنافه مطابقت ندارند.
در قرن دهم هجری، در «کتاب الطبیخ» (طبیخ: هرچیز پخته شده، مانند غذا) نوشته ابن سیار الوراق که مجموعه ای از دستور العمل‌های غذاهای عربی و فارسی و مشاوره تغذیه ای خلیفه عباسی است، به کلمه کونافه (kunafah) یا به توصیفی از آن به گونه ای که امروز شناخته می‌شود اشاره نشده است. اگرچه، این کتاب یک فصل را به دسرهای تهیه شده با قطایف، به معنی کرپ که از آن کلمه ترکی کادایف (kadayif) و کلمه یونانی کاتایفی (kataifi) گرفته شده است، اختصاص داده است. در یک دستور العمل، قطایف با آجیل پر شده، کاملاً سرخ شده و روی آن شربت شکر-عسل ریخته می‌شود، که اساساً در مقایسه با دستور امروزی بدون تغییر مانده است. همچنین در توصیفات آمده که ورقه‌های بزرگ و نازک کرپ که به پارچه شبیه هستند بنام روقاق (ruqaq)، بر روی یک ورقه فلزی گرد به نام طَبَق (tabaq) پخته شده، همراه با لایه‌های میوه، در شکر خیسانده می‌شود.
در قرن سیزدهم هجری در «کتاب الطبیخ فی المغرب و الاندلس» (کتاب آشپزی از مغرب تا اندلس) که نویسنده آن ناشناس است از کلمه کونافه برای توصیف کرپ تهیه شده از خمیر نازک بر روی یک تابه هندی یا «آینه» (طَبَق) استفاده شده و آن را معادل روقاق می‌داند. این کتاب همچنین یک دستور العمل برای قطایف عباسی (کرپی که در اندلس به نام musahhada خوانده می‌شود) ارائه می‌دهد که از همان خمیر استفاده می‌کند اما کونافه نسبت به آن نازک‌تر درست می‌شود درست «مانند یک پارچه نازک». این کتاب تعدادی دستور العمل دسر کونافه ارائه می‌دهد که به صورت لایه لایه با پنیر تازه، پخته شده و با شربت عسل و گلاب سرو می‌شوند. یا به صورت تکه‌هایی مثل برگ گل رز بریده شده و با عسل، آجیل، شکر و گلاب پخته می‌شود.
ابن الجزری از یک بازرس بازار قرن سیزدهمی روایت می‌کند که در زمان مملوکان در طول شب تمام دمشق را طی کرد تا از کیفیت کونافه، قطایف و دیگر مواد غذایی مربوط به ماه مبارک رمضان اطمینان حاصل کند.
در اواخر قرون وسطی، تکنیک جدیدی ابداع شد که در آن خمیر نازک از یک محفظه سوراخ شده روی یک ورقه فلزی چکانده می‌شد و رشته‌های مویی ایجاد می‌کرد. یک ترجمه ترکی عثمانی اواسط قرن پانزدهم هجری از «کتاب الطبیخ» نوشته محمد بن حسن البغدادی چند دستور العمل جدید از جمله برای کادایف ارائه می‌کند، هر چند که مبدأ آن را مشخص نمی‌کند. این دستور، پایه و اساس کنافه امروزی محسوب می‌شود. در این دستور کنافه در کره و به صورت پر شده یا به صورت همراه با موادی نظیر آجیل، پنیر شیرین شده یا خامه لخته سرخ می‌شود و با گلاب و شکر مخلوط می‌شود. این شیرینی از سرزمین‌های عرب تا به کشورهای همسایه از جمله ایران و یونان و همچنین تا ترکیه گسترده شده است که در ترکیه خمیر رشته‌ای خود به عنوان تل کادایف (کرپ رشته‌ای) معروف است و همچنین در شیرینی‌های مرتبط مانند دلمه کادایف (dolma kadayif) نیز استفاده می‌شود.

## آماده‌سازی کنافه
انواع مختلفی از خمیر کنافه وجود دارد:
· کنافه خشک (عربی: خشنة): پوسته‌های ساخته شده از رشته‌های نودل باریک و دراز
· کنافه نرم (عربی: ناعمة): خمیر سمولینا
· کنافه مخلوط (عربی: محیرة): مخلوطی از خشک و نرم
· کنافه پیچیده شده (رپ) (عربی: مبرومة): این نوع با نودل آماده می‌شود
خمیر در کره، مارگارین، روغن پالم (روغن نخل) یا به‌طور سنتی سَمن (در عربی به معنای چربی که از زدن شیر گرفته شود، کره) حرارت داده می‌شود و سپس با پنیر نرم سفید مثل پنیر نابلسی باز می‌شود و خمیر بیشتری روی آن قرار می‌گیرد. در کنافه نوع خشک پنیر در خمیر پیچیده می‌شود. یک شربت غلیظ از شکر، آب و چند قطره گلاب یا عصاره شکوفه پرتقال در دقیقه‌های آخر پخت روی شیرینی ریخته می‌شود. اغلب لایه بالایی شیرینی با رنگ خوراکی قرمز رنگ می‌شود (یک میانبر امروزی، به جای پخت برای مدت زمان طولانی). پودر پسته نیز به عنوان تزیین روی آن پاشیده می‌شود.

## انواع مختلف کنافه

### کنافه نابلسی
کنافه نابلسی ریشه در شهر نابلس فلسطین دارد و از این رو نابلسی نامیده می‌شود. نابلس هنوز هم به خاطر کنافه معروف است. کنافه نابلسی از پنیر سفید ملایم و لایه ای از گندم خرد شده تشکیل شده است که با شربت شکر پوشیده می‌شود. در شام و مصر نیز این نوع از کنافه رایج است.

### کنافه و کادایف
در استان ختای ترکیه که در گذشته بخشی از سوریه بوده و جمعیت عرب زیادی دارد، به این شیرینی کنافه (Kunefe) گفته می‌شود و رشته‌های مویی را تل کادایف (tel kadayif) می‌نامند. برای پر کردن آن از یک پنیر نیمه نرم مانند پنیر اورفه (متعلق به منطقه اورفه یا اورفا (Urfa)) یا پنیر ختای (متعلق به منطقه ختای (Hatay)) که از شیر خام تهیه شده است استفاده می‌شود. در تهیه کنافه، کادایف در اطراف پنیر پیچیده نمی‌شود؛ در عوض، پنیر بین دو لایه کادایف مویی قرار می‌گیرد. کنافه در بشقاب‌های مسی کوچک پخته می‌شود و سپس به صورت بسیار داغ در شربت شیرین به همراه خامه لخته (سرشیر یا قیماق) سرو می‌شود و روی آن با پسته یا گردو تزیین می‌شود. همتای ترکی این دسر، یکی yassi kadayif و دیگری ekmek kadayifi است که هیچ‌کدام از رشته‌های مویی ساخته نشده‌اند.

### رشته ختایی
این نوع آذربایجانی در شهر تبریز ایران تهیه می‌شود. رشته ختایی از رشته‌های مشبک تشکیل شده است، و به‌طور معمول در ماه رمضان در بزرگ‌ترین بازار سرپوشیده دنیا، بازار تبریز پخته می‌شود. رشته ختایی از گردوی خرد شده، دارچین، زنجبیل، پودر گل سرخ، شکر، آب، گلاب و روغن زیتون تهیه شده است.

### کادایف
در این نوع که به یونانی همچنین کاتایفی (kataifi) و کادایفی (kadaifi) نامیده می‌شود، از رشته‌ها برای تهیه اشکال مختلف خمیر مانند لوله یا لانه پرنده استفاده می‌شود که غالباً همانند باقلوا با آجیل خرد شده پر می‌شود.

## رکورد جهانی
بزرگ‌ترین بشقاب دسر دنیا در سال ۲۰۱۷ در انتاکیه ترکیه ساخته شد. سینی کنافه۷۸ متر طول و ۱۵۵۰ کیلوگرم وزن داشت. رکورد قبلی در نابلس در سال ۲۰۰۹، با یک سینی ۷۵ متری و وزن ۱٬۳۵۰ کیلوگرم ثبت شده بود. اما هیچ‌کدام از تلاش‌ها رسماً به عنوان شکستن رکورد ثبت نشده‌اند. طبق وب سایت رکوردهای جهانی گینس، در حال حاضر هیچ رکوردداری برای این عنوان وجود ندارد.